# Dikson
Dikson (rusky Диксон) je sídlo městského typu nacházející se na severu Krasnojarského kraje v Rusku na pobřeží Karského moře, severně od ústí Jeniseje. Část Diksonu (včetně letiště) leží na stejnojmenném ostrově. Ostrov dostal jméno po Oscaru Dicksonovi, sponzorovi jedné severské expedice, a po ostrově pak bylo pojmenováno založené sídlo. Žije zde 306 obyvatel (2024).
Dikson je nejsevernější ruský přístav a osada. Zároveň se řadí mezi nejsevernější sídla světa.

## Historie

### Objev Dicksonova ostrova
Pomorové rybařili v oblasti ostrova Dikson již na počátku 17. století. V roce 1610 na ostrov doplul obchodník Kondratij Kuročkin na své koči z Jeniseje. V té době se ostrov jmenoval Dolgy případně Kuzkin. V 18. století se ostrov Dikson objevil na mapách Velké severní expedice. Kormidelník Fjodor Alexejevič Minin v roce 1738 prozkoumal okolí ostrova, vše důkladně zmapoval. V roce 1875 ostrov a záliv na škuneru Preven navštívil švédský polární badatel Nils Adolf Erik Nordenskjold a pojmenoval ostrov Dikson po švédském obchodníkovi Oskarovi Dicksonovi, který jeho expedici financoval. 
V rámci arktického výzkumu během prvního Mezinárodního polárního roku umožnila ruská vláda postavit Nizozemcům polární stanici na ostrově Dikson. Ale malá expediční loď Varna, která opustila v červenci 1882 Amsterdam, zamrzla v Karském moři a potopila se. Plán na polární stanici na ostrově tedy zůstal jen na papíře.
V roce 1894 během hydrografické expedice A. I. Vilkického bylo oficiálně potvrzeno jméno ostrova jako Dickson.

### Vznik osady
Roku 1901 se na pobřeží ostrova objevila první budova – dřevěná uhelná stodola postavená polárníkem Eduardem Tollem během expedice na škuneru Zarja. V srpnu sem loď Scotia dopravila po Jeniseji 106 tun černého uhlí. Od té doby byl ostrov Dikson považován za výhodnou uhelnou základnu pro arktické expedice. V souvislosti s výstavbou radiové stanice na Diksonově ostrově, aby byla zajištěna plavba Vilkického na ledoborcích Taimyr a Vajgač, vznikla na ostrově osada Dikson. Tento den je považován za oficiální datum založení osady. 18. září byly na ostrově postaveny dva obytné domy, lázně, a kůlna na uhlí. Všechny stavby byly dovezeny lodí v demontované podobě z Krasnojarsku. Po skončení Vilkického expedice došlo k uzavření základny, ale na žádost Polární komise Ruské akademie věd vyčlenila Rada ministrů finanční prostředky k provozu trvalé hydrometeorologické stanice. Již roku 1916 byl provoz základny obnoven. 
Provoz stanice zajišťovalo 8 lidí, prvním vedoucím stanice byl lékař Kušakov, který se předtím zúčastnil expedice Georgije Jakovleviče Sedova na Severní pól. Od října 1916 se výsledky meteorologického pozorování přenášely do Hlavní fyzikální observatoře v Petrohradě. V této podobě Dikson fungoval přibližně 20 let. Činnost polární stanice byla přerušena pouze v letech 1920–1924, kdy v Rusku probíhala občanská válka. Charakteristickou dominantou tehdejší vesnice byl 107 metrový stožár rozhlasové stanice.

### Výstavba diksonského přístavu
Rozvoj osady je spojen s rozvojem Severomořské cesty. Přeprava přes ní začala pokusy anglických lodí z Cholmogory přes Karské moře k ústí Obu a Jeniseje. K velkému nárůstu zájmu o tuto severní trasu došlo v roce 1895 díky výstavbě Transsibiřské magistrály a následně během dopravní krize rusko-japonské války v roce 1905. 
Ve 20. letech 20. století hrál Dikson důležitou roli při zajištění bezpečné navigace jako jediný hydrometeorologický bod východně od Bílého ostrova (západní část trasy zajišťovaly polární stanice na Vajgači, v průlivu Jugorskij Šar a Morrasale v Bajdarackém zálivu. Dikson byl v tomto období také důležitý jako místo překládky říčních lodí plavících se po Jeniseji.
Ve 30. letech přišel SSSR s programem plánovaného rozvoje severu. Roku 1932 bylo vytvořeno Hlavní správa Severomořské cesty (GUSMP – Главное управление Северного морского пути) a stanovila si za hlavní úkol rozvíjet Severomořskou cestu po celé její délce, ve všech oblastech. Zeměpisná poloha osady Dikson se ukázala jako strategická, protože se nachází přibližně v polovině trasy. Roku 1933 GUSMP rozhodl o výstavbě přístavu a uhelné základny. 22. května 1934 dorazilo do Diksonu 55 stavitelů a začali stavět přístav. Toto datum je každoročně slaveno jako datum zrodu diksonského přístaviště. Výstavba probíhala tak, že většina dílů byla nachystána v Igarce a loděmi dovezena do Diksonu, kde docházelo k montáži a výstavbě. Roku 1936 byla zahájena výstavba nejsilnějšího radiové vysílače v Arktidě.
Výstavba přístaviště probíhala v obtížných podmínkách. Dvě přepravní lodi s cenným stavebním materiálem byly bouří potopeny a asi 2700 tun nákladu skončilo v ledové vodě. Následně muselo být vyzvednuto, vyloženo na břeh a vysušeno. Pracovní den trval 16–18 hodin. S nástupem zimy stavbu brzdily 50stupňové mrazy, sněhové bouře a vánice. V oblasti ostrova a zálivu se objevily tři osady. Vesnici na ostrově se začalo říkat Starý Dikson, oblasti výstavby přístavu se říkalo Port a na severozápadním cípu ostrova poblíž mysu Krečatnik se objevil Nový Dikson a byla tam zřízena vysílací radiová stanice. Na konci 30. let Diksonské rádiové středisko propojovalo všechny polární stanice v západní oblasti Arktidy a také meteorologické stanice, hydrology a nadšené amatérské radisty.
V roce 1933 vzniklo v Diksonu místo první zdravotní pomoci pro polárníky a od 27. října 1934 začala v osadě fungovat oblastní nemocnice, která byla jedinou v okruhu 600 km.
Během roku 1935 navštívilo Dikson 70 lodí. Od té doby se stal nejdůležitějším uzlovým bodem Severní mořské cesty.
Zpočátku Dikson hlavně zásoboval lodě operující v oblasti, kterým dodával uhlí, vodu a potraviny. Lodě časem přešly na jiná paliva, a tak se stalo hlavním úkolem přístavu zpracování zásobovacích nákladů pro polární stanice a společnosti působící v oblasti, dále pomáhal zásobovat vodou, teplem a elektřinou samotnou osadu.
Výstavba přístavu pokračovala až do příchodu 2. světové války.

### Dikson během války

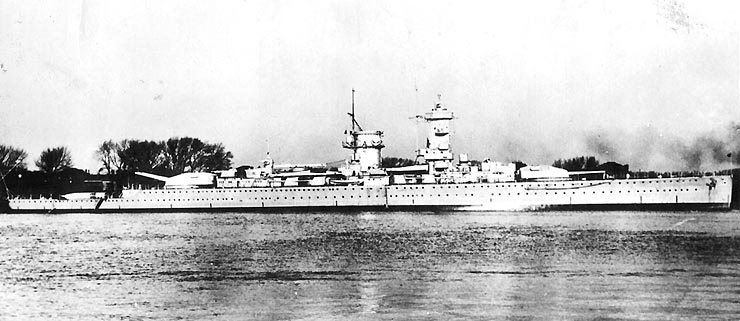
Křižník Admiral Scheer (1934)

Na počátku 2. světové války bylo v Diksonu velitelství námořních operací západního sektoru sovětské Arktidy, polární letecká základna, radiometeorologické středisko na pevnině, uhelná základna a první stavby vznikajícího námořního přístavu. Po vypuknutí války bylo v Diksonu vyhlášeno stanné právo, v osadě bylo 40 ozbrojených mužů a všichni mužští obyvatelé osady začali podstupovat intenzivní vojenský výcvik.
V srpnu 1942 se nedaleko osady odehrála bitva s německou bitevní lodí Admirál Scheer. Německý křižník poničil dvě sovětské lodě kotvící v přístavišti a zničil přístavní zařízení. Němci uvažovali o vylodění na ostrově, ale sovětské přístavní baterie je od toho svou palbou odradily. Loď se následně vrátila zpět do Narviku. Jednalo se o jedinou bitvu s Wehrmachtem na Sibiři (za Uralem).
V roce 1943 vytvořilo velení Severní flotily námořní základnu Kara v Diksonu. 

### Poválečný vývoj
Roku 1943 vznikla v osadě první škola, v té době nejsevernější škola na světě. Bylo tam 7 žáků a učitelka E. M. Kantamirova. V roce 1948 byla postavena nová dvoupatrová základní škola. V tu dobu zde studovalo již 150 žáků. Roku 1989 škola vyhořela a nová třípatrová byla postavena roku 1994. Nová budova byla koncipována pro 504 žáků. K 1. září 2019 ve škole bylo 37 žáků a 13 předškolních dětí.
V 80. letech populace osady dosáhla vrcholu, žilo zde asi 5 000 obyvatel. Po rozpadu SSSR většina obyvatel z osady odešla. Budoucnost města závisí na využívání přírodních zdrojů v regionu a rozvoji Severní mořské cesty. 

## Přístav

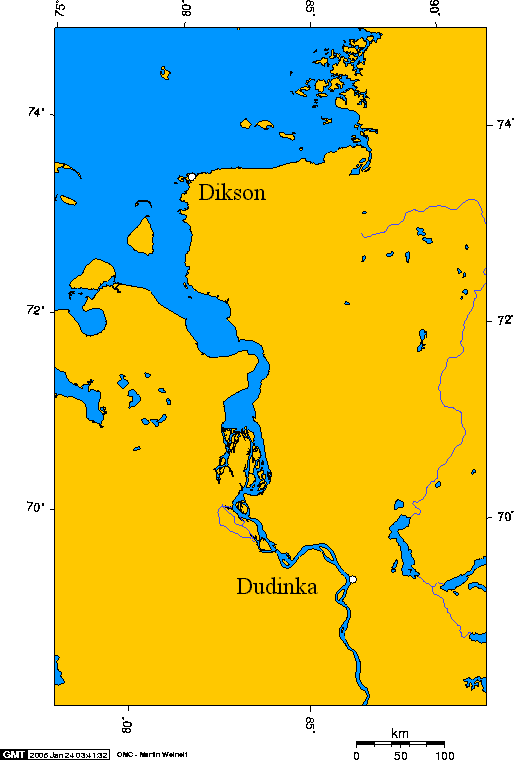
Dikson leží severně od ústí veletoku Jeniseje, na břehu Jenisejského zálivu

Mezi součásti diksonského přístavu patří například úvaziště, 3 portálové jeřáby typu Ганц, výložníkové jeřáby a samonakladače. Jsou zde kryté i otevřené skladištní plochy.
V prosinci 2020 bylo rozhodnuto, že Dikson se stane novým hlavním ruským přístavem pro nakládání ropy. Bylo rozhodnuto o vybudování nového terminálu, který zvládne odbavit až 25 milionů tun ropy. Dekret o výstavbě nové infrastruktury podepsal 9. prosince 2020 ruský premiér Michail Mišustin. Tento dekret uděluje společnosti Taymyrneftegaz-Port povolení vybudovat zcela nové přístaviště. Nový námořní přístav Sever se bude nacházet asi 40 km jihozápadně od Diksonu a bude sloužit jako klíčový logistický uzel pro Vostok Oil Project. Tento projekt je nyní největší prioritou společnosti Rosněft, která má ambiciózní cíle v Karském moři. Nový ruský přístav by měl být hotov do dvou let. Na výstavbu bude zapotřebí nejméně 400 000 pracovníků, což se projeví i na populačním rozvoji Diksonu.

## Obyvatelstvo
| Vývoj počtu obyvatel |      |      |      |      |      |      |      |      |      |      |      |      |
| Rok                  | 1989 | 2002 | 2005 | 2007 | 2008 | 2010 | 2012 | 2016 | 2017 | 2020 | 2021 | 2024 |
| Obyvatel             | 4449 | 1198 | 883  | 772  | 690  | 590  | 674  | 609  | 569  | 529  | 319  | 306  |

Počet obyvatel Diksonu v posledních letech výrazně klesá.

## Podnebí
Polární den trvá od 5. května do 10. srpna, polární noc od 11. listopadu do 1. února. Něco málo přes půl roku jsou zde neúplné noci plné soumraku.
Oblast Diksonu je tzv. arktická poušť. Podnebí je zde velmi drsné. Nejteplejší měsíc je srpen, kdy teplota dosahuje 4,8 °C. Průměrná roční teplota je −11,4 °C. Absolutní nejnižší naměřená hodnota v Diksonu byla zaznamenána 7. února 1979 a činila −48,1 °C. Absolutní nejvyšší zaznamenaná teplota v Diksonu byla 3. srpna 1945 ve výši 26,9 °C.
Roční úhrn srážek je 358 mm, srpen je nejmokřejším měsíc (44 mm). Od listopadu do dubna srážky padají pouze jako sníh. Sněží často i v září, říjnu a v květnu. Sněhová pokrývka v osadě často vydrží až do června.
Počet hodin slunečního svitu je 1 164 hodin ročně, přičemž nejslunnějším měsícem je duben (237 hodin). Během května a června je málo slunečních hodin kvůli roztávání sněhu a mořského ledu, což způsobuje zamlžování. 